# Sceloporus anahuacus
Espèce
Statut de conservation UICN

 LC  : Préoccupation mineure
Sceloporus anahuacus est une espèce de sauriens de la famille des Phrynosomatidae.

## Répartition
Cette espèce est endémique du District fédéral au Mexique.

## Étymologie
Cette espèce est nommée en référence au lieu de sa découverte, l'Anahuac.

## Publication originale
- Lara-Góngora, 1983 : Two new species of the lizard genus Sceloporus (Reptilia, Sauria, Iguanidae) from the Ajusco and Ocuilan Sierras, Mexico. Bulletin of the Maryland Herpetological Society, vol. 19, no 1, p. 1-14.